# Soupirail

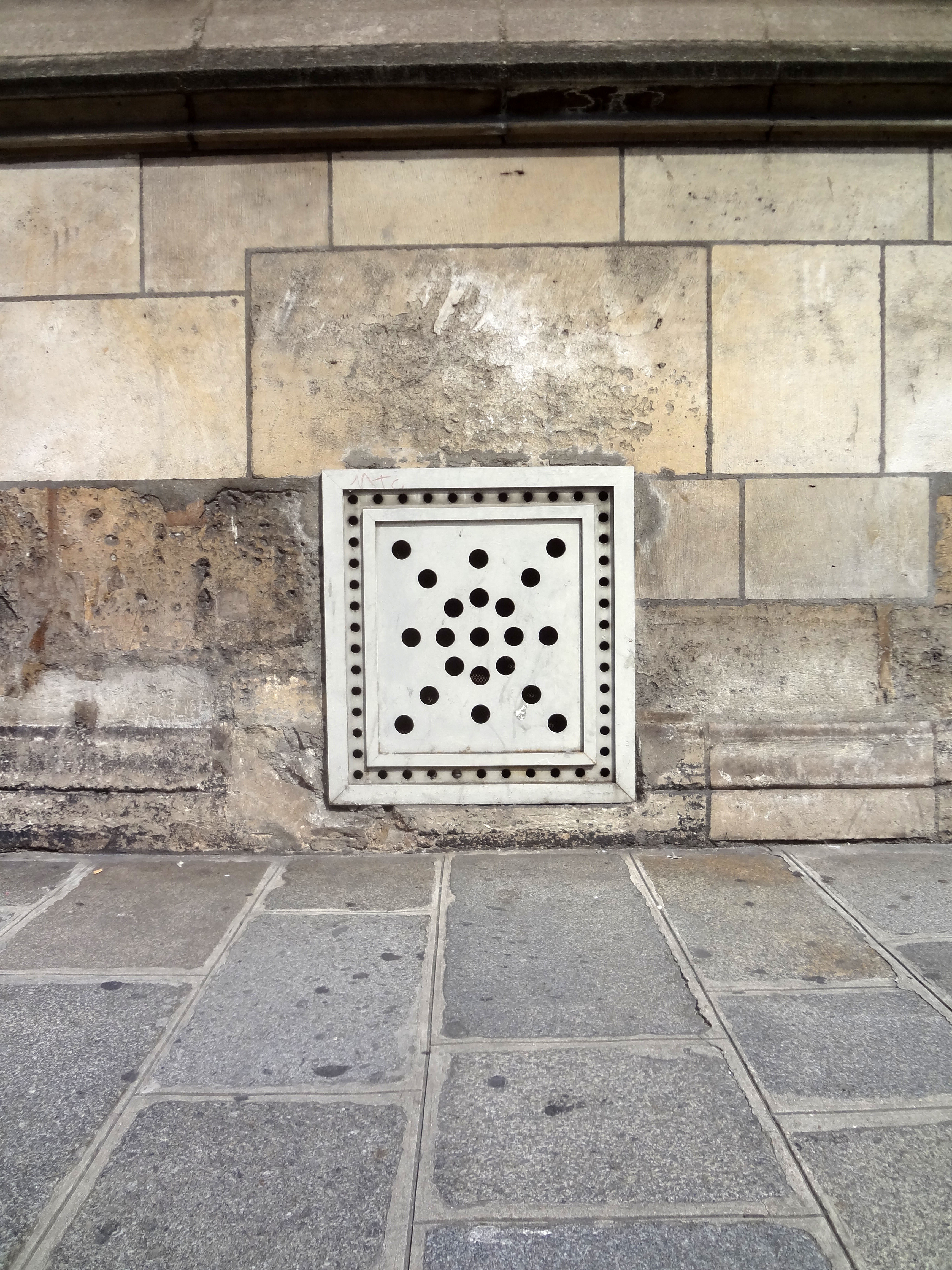
Soupirail moderne, à Paris.

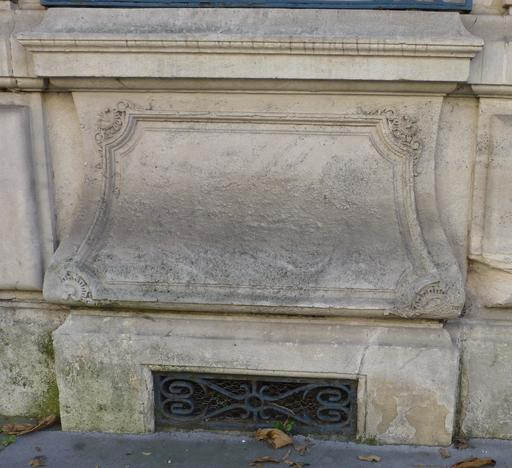
Le soupirail de style Art nouveau avenue Foch à Nancy, aère une charbonnière (cave servant à stocker le charbon). Sa grille d'aération sert à éviter le grisou.

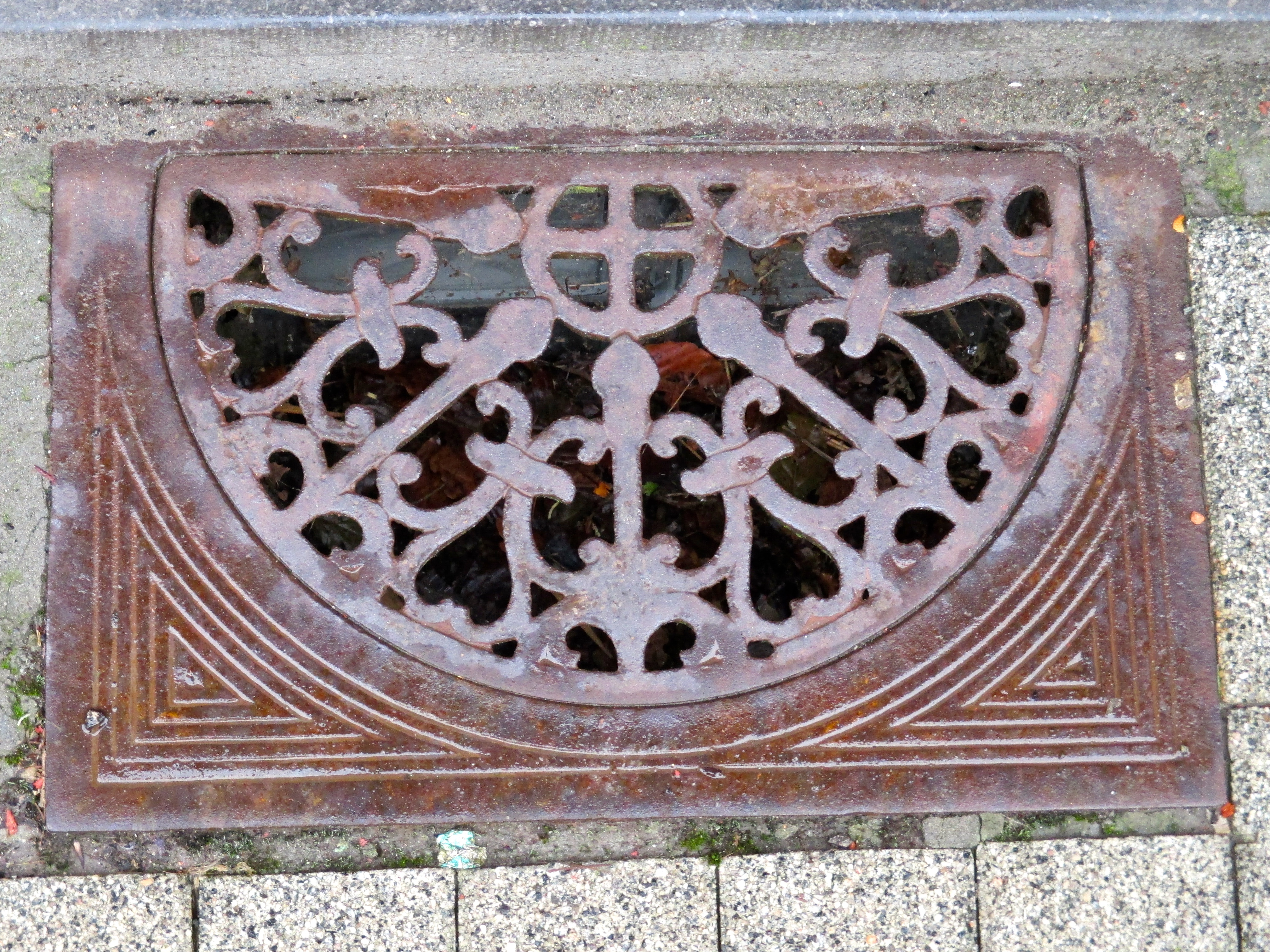
Soupirail ancien en fonte.

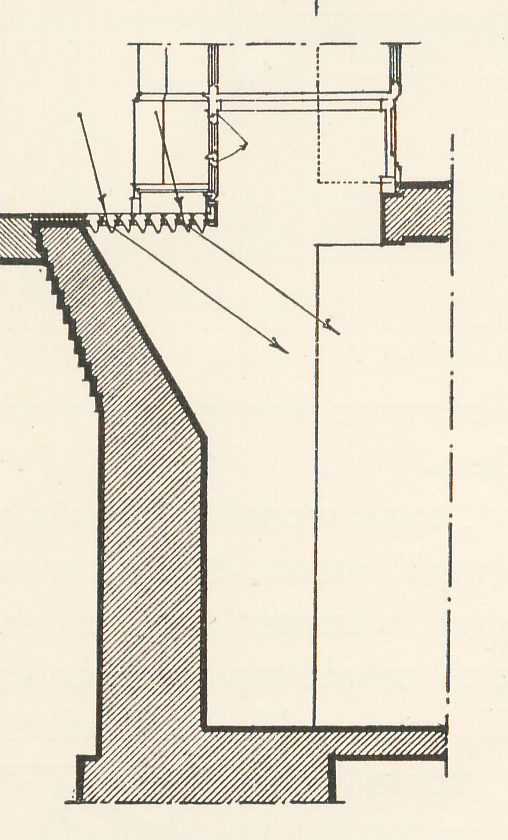
Schéma d'un soupirail qui montre les murs et les sols.

En architecture, un soupirail (au pluriel soupiraux) est une ouverture pratiquée à la partie inférieure d’un édifice, pour donner un peu d’air et de jour à une cave, à un sous-sol ou à un autre lieu souterrain.

## Étymologie
Le mot soupirail vient de l'ancien français soupirer au sens de « exhaler », « ventiler ».

## Caractéristiques
Dans le mur épais, cas général, la construction de la baie (le percement) est fait en oblique par rapport à la verticale à partir du  niveau un peu en dessous de la chaussée pour aboutir au-dessus de la chaussée, de façon à éclairer sous le premier plancher qui n'a que quelques marches d'élévation en hauteur par rapport au sol. Le soupirail peut comporter en emprise au sol une très petite fosse débordante en avant la façade et fermée par des barreaux horizontaux.  Pour l'aération à l'intérieur, le soupirail se conjugue avec des portes dont le panneau n'obture pas complètement l'ouverture, par exemple avec des portes à grille.
Dans certaines compositions  classiques, par exemple le Palais d'Hiver de Saint-Pétersbourg, les fenêtres conçues pour des pièces en sous-sol utilisées par le personnel de maison  ont pu être rendues presque non visibles par traitement architectural, et tout en étant de taille assez importante « disparaître » de la façade très longue.
C'est devenu un élément typique de la façade de la maison bourgeoise de la fin du XIXe siècle et du début du XXe siècle qui reprend et adapte des principes classiques de grande demeure. Le soupirail est composé  souvent d'une grille en ferronnerie protégeant une toute petite fenêtre abattante sur une petite baie.
Lorsqu'aucune baie visible n'est faite en élévation dans le mur, mais débouche uniquement dans le sol, il s'agit d'un jour-de-terre, non d'un soupirail.
Le saut-de-loup est un espace encuvé d'aération et d'éclairage naturel pour les sous-sols d'une maison dont l'accès se situe au ras du sol, il est donc largement plus grand qu'un soupirail.
Ne pas confondre avec les bouches de ventilation du vide sanitaire qui n'est pas un sous-sol accessible.